# Koldam-Talsperre
Das Koldam-Wasserkraftprojekt der indischen NTPC Limited, kurz KolDam, ist eine in Bau befindliche Talsperre am Satluj bei Barmana am Chandigarh-Manali-Highway (NH-21) im Distrikt Bilaspur des indischen Bundesstaates Himachal Pradesh. 
Der Hauptzweck der Talsperre ist Wasserkraftgewinnung. Sie erhält ein Kraftwerk mit 800 MW. Der Grundstein für den Staudamm wurde am 5. Juni 2000 von Premierminister Atal Bihari Vajpayee gelegt. Am 14. Januar 2004 begannen die Hauptarbeiten an dem Bauwerk. Wegen Umweltproblemen und Waldverlusten verzögerte sich das Projekt.
Die Inbetriebnahme der Generatoren war erst für 2009 geplant und wurde auf 2013 verschoben. Das Bauwerk wurde 2013 bis auf Restarbeiten fertiggestellt. Seit Ende 2013 wird eingestaut, wobei es wiederum Verzögerungen gab. Die offizielle Einweihung wird 2015 stattfinden.
Im Wasserkraftwerk gibt es 4 × 200 MW-Francis-Turbinen.
Die hydraulische Fallhöhe beträgt 144 m. 
Die Hochwasserentlastung hat sechs Öffnungen. 
Der Stausee trägt den Namen Sundernagar-See.